# カルキディケー式兜

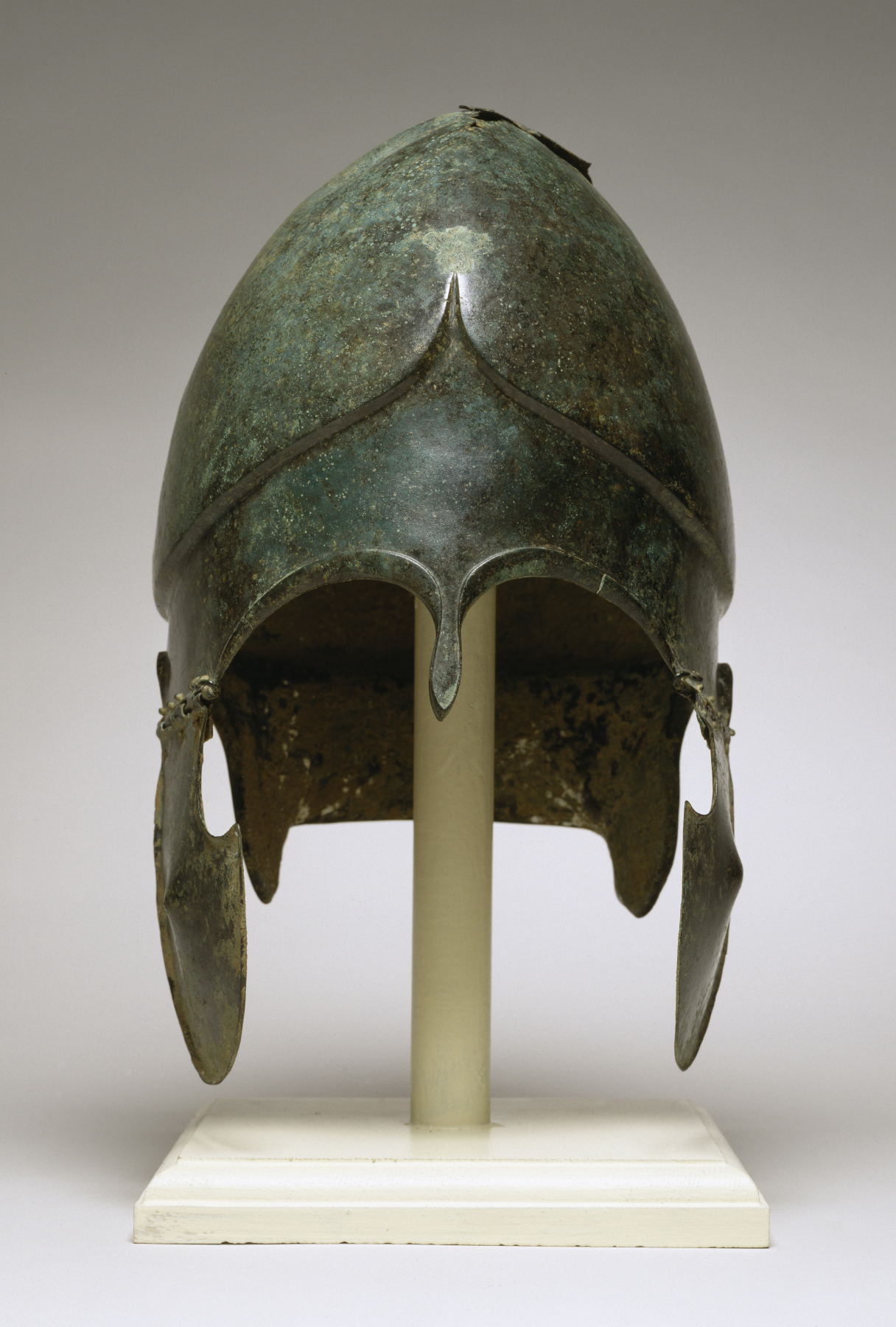
青銅のカルキディケー式兜。ギリシア出土、紀元前500年頃。ボルチモアのウォルターズ美術館所蔵、在庫番号54.2468

カルキディケー式兜(カルキディケーしきかぶと、英語: Chalcidian helmet、ドイツ語: Chalkidischer Helm)は、紀元前6世紀末から紀元前4世紀ごろに使用された古代ギリシアの青銅製の兜であるコリュス(κόρυς、korys)の一種である。日本語ではカルキディケ式兜などとも表記される。
おそらく、コリント式兜の軽量化された変種であり、紀元前5世紀に武具としてのコリント式兜が姿を消すまで共存し、古代ギリシアの重装歩兵であるホプリタイの軍備にとって主要な兜の一つだった。

## 名前

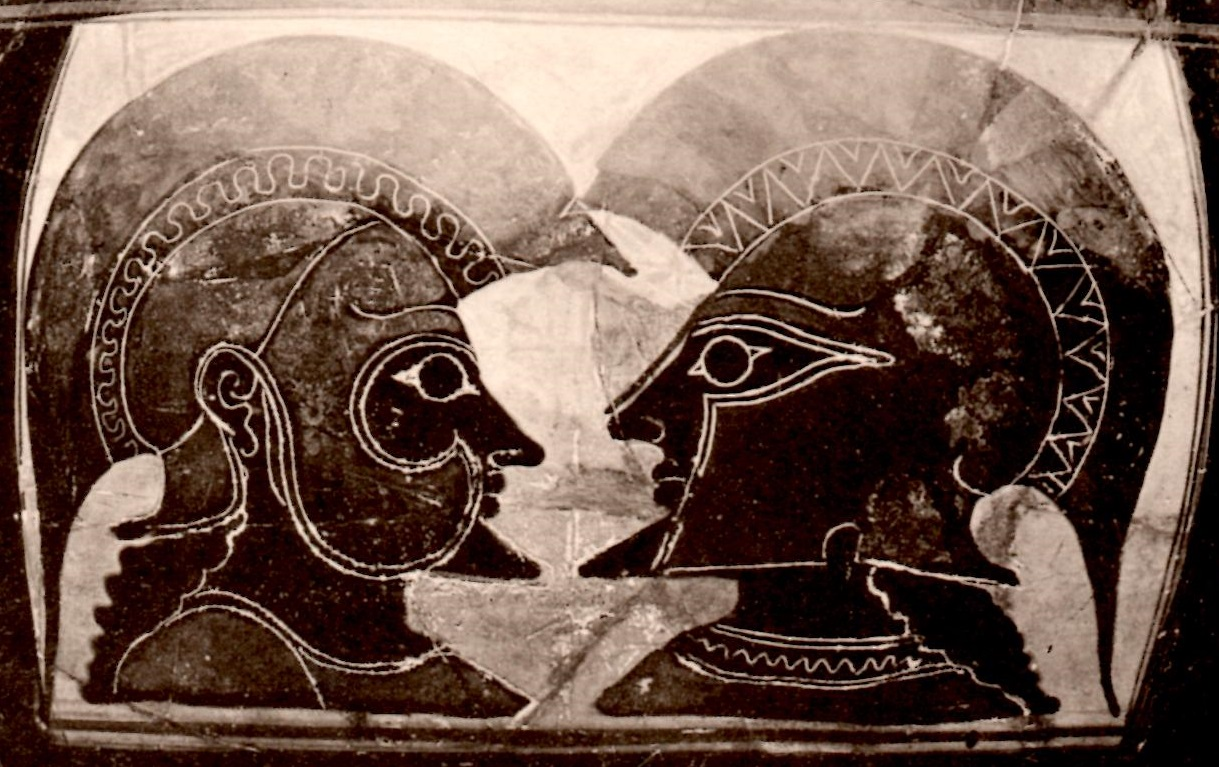
兜を被って向かい合う2人の戦士。 左がカルキディケー式兜、右がコリント式兜を被っている。カルキディア黒絵式のアンフォラ、花瓶の一種プシクテール、ベルリンのペルガモン博物館所蔵、F 3153

その名前はドイツの考古学者アドルフ・フルトヴェングラーによってつけられた。これは、カルキダに由来するとされたカルキディケー式陶器に頻繁に描かれていたからである。
しかし、この陶器がカルキダ由来であるということ自体に誤りの疑いがあり、はっきりしていない。この陶器はおそらくマグナ・グラエキアのギリシア植民地で生産されたものであり、レギオンのエウボイアの植民地に由来する可能性が最も高いという考えがある。
したがって、この種類の兜の起源は主にマグナ・グラエキア地方にあると推測され、特に紀元前6世紀末のカルキディケー式兜の多くがそこで発見されてからはよりその説が強くなった。

## 起源
ギリシアで紀元前6世紀末ごろからつくられたカルキディケー式兜は、紀元前8世紀から重装歩兵ホプリタイで象徴的に使用された重いコリント式兜を軽量化した変種であると考えられる。より軽い兜に置き換えられるまでその使用は続いた。実際、コリント式兜は耳が完全に覆われているため、着用者の聴覚を大幅に制限した。さらに目は比較的狭いアーモンド形の開口部で、口は単純なスリットなので、視覚と呼吸も制限された。ピーター・コノリーやアンソニー・スノッドグラスによると、カルキディケー式兜が登場した理由は、着用者の音の聞こえを邪魔しないためだった。

## 範囲

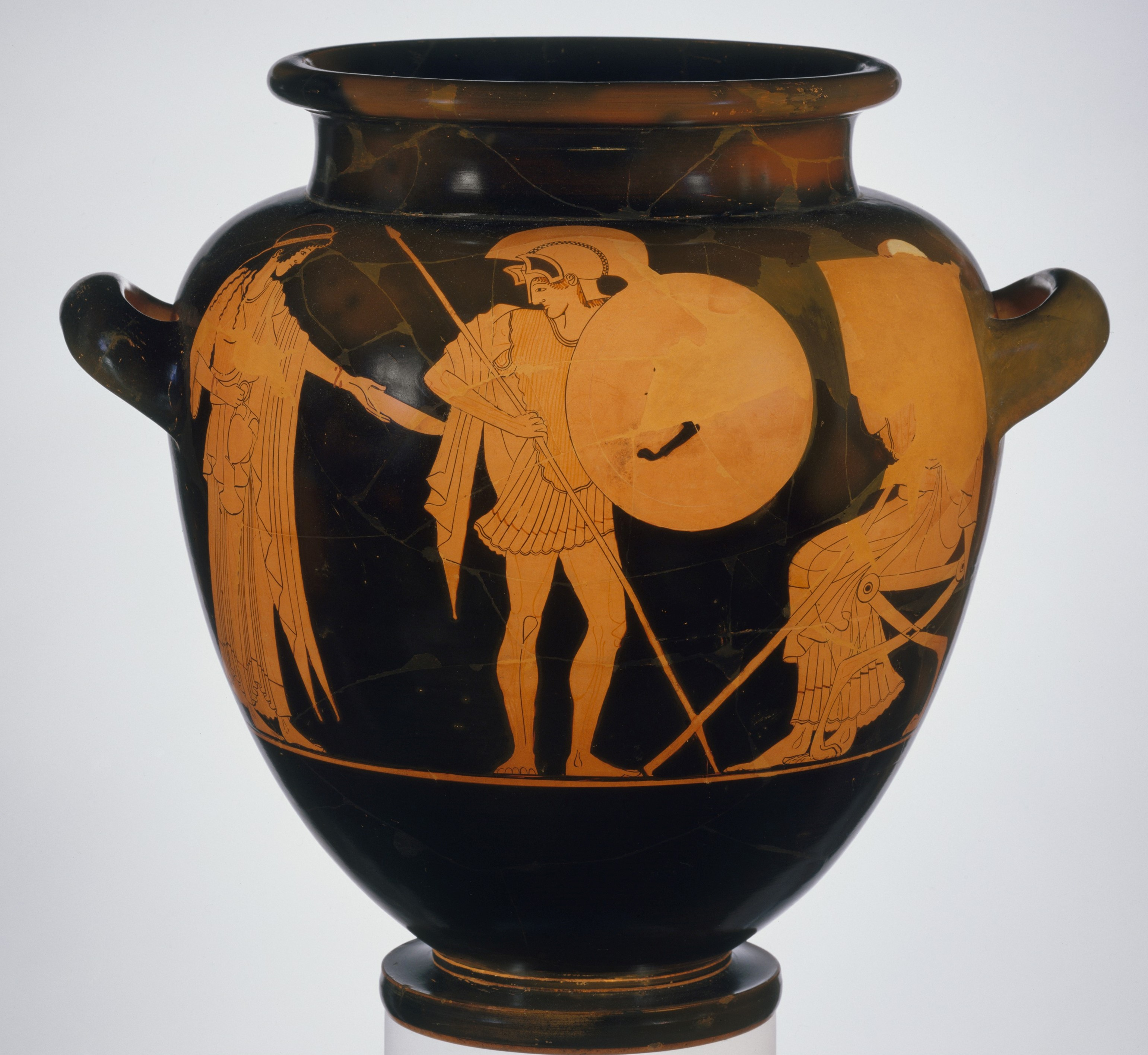
中央の戦士は、頬当てが隆起したカルキディケー式兜を被っている。紀元前490年頃のベルリンの画家のものとされるアッティカの赤絵式の陶器スタムノス、ニューヨークのメトロポリタン美術館所蔵、受入番号1988.40

この兜は、イタリア半島南部とギリシア、特にオリンピアの聖域の考古学によって特に証明されている。また、エトルリア、マケドニア、トラキア、バルカン半島、さらにはロシア南部でも発掘された。  
また、紀元前5世紀前半期のアッティカの赤絵式陶器にもしばしば登場する。

## 説明
カルキディケー式兜は、同時期のコリント式兜のように兜の下部と分離する半球形のキャップ（鉢-はち-）、ネックガード（錣-しころ-）、開口した耳の部分と個別化されたチークガード（頬当て）によって特徴付けられる。さらに、コリント式と比較して、頬当ては顔をほとんど覆わない。ほとんどの場合、ノーズガード（鼻当て）が装備されている。一部の著者にとって、鼻のないカルキディケー式兜はアッティカ式と呼ばれる特別なタイプである。しかし、アッティカ式兜という名前は、すでにヘレニズム時代のギリシアの兜を指しているため新しいタイプというよりも、カルキディケー式の変形のようである。
カルキディケー式兜は、この時代の他のギリシアの兜と同様に、おそらく傷みやすい素材で作られたフレームと馬の毛のクレスト (紋章学)を上に乗せていた。発掘された例のいくつかは、目の開口部の上にある眉毛模様や、頬当てにエンボス加工による螺旋模様などで装飾された特徴を持っている。